# Некоммутативная геометрия
Некоммутативная геометрия (НКГ) — раздел математики, посвященный геометрическому подходу к некоммутативным алгебрам и построению «пространств», которые локально представлены некоммутативными алгебрами функций (возможно, в некотором обобщенном смысле).
Подход, дающий глубокое представление о некоммутативных пространствах, заключается в использовании операторных алгебр (то есть алгебр ограниченных линейных операторов на гильбертовом пространстве). Одним из базовых примеров некоммутативного пространства являются некоммутативные торы, которые сыграли ключевую роль в раннем развитии этой области в 1980-х годах и привели к некоммутативным версиям векторных расслоений, связностей, кривизны и т. д.

## Основные идеи
Основной идеей некоммутативной геометрии является переформулировка понятий топологии, анализа, дифференциальной геометрии на языке банаховых алгебр.
В математике «пространства», геометрические объекты по своей природе, можно связать с множествами функций на них. В общем случае такие функции будут образовывать коммутативное кольцо. Например, можно взять кольцо {\displaystyle C(X)} непрерывных комплекснозначных функций на топологическом пространстве {\displaystyle X}. Во многих случаях (например, если {\displaystyle X} является компактным хаусдорфовым пространством) пространство {\displaystyle X} однозначно восстанавливается по {\displaystyle C(X)}, поэтому можно в некотором смысле говорить, что {\displaystyle X} имеет «коммутативную топологию».
Более конкретно, в топологии, компактные топологические хаусдорфовы пространства могут быть восстановлены по банаховой алгебре функций на пространстве (см. Представление Гельфанда и теорема Гельфанда — Наймарка). В коммутативной алгебраической геометрии алгебраические схемы являются локально простыми спектрами коммутативных колец с единицей (А. Гротендик), и каждая квазиотделимая схема {\displaystyle X} может быть восстановлена с точностью до изоморфизма схем по категории квазикогерентных пучков {\displaystyle O_{X}}-модулей (П. Габриэль-А. Розенберг). Для топологий Гротендика когомологические свойства сайта являются инвариантами соответствующей категории пучков множеств, рассматриваемых абстрактно как топос (А. Гротендик). Во всех этих случаях пространство восстанавливается из алгебры функций или её категоризированной версии — некоторой категории пучков на этом пространстве.
Функции в топологическом пространстве можно умножать и суммировать точечно, следовательно, они образуют коммутативную алгебру; на самом деле эти операции локальны в топологии базового пространства, следовательно, функции образуют пучок коммутативных колец над базовым пространством.
Идея некоммутативной геометрии состоит в том, чтобы попытаться обобщить эту двойственность на двойственность между некоммутативными алгебрами, или пучками некоммутативных алгебр, или другими структурами с похожими свойствами и геометрическими объектами определённых видов так, чтобы свойства их алгебраического и геометрического описания оказывались взаимосвязаны.
В связи с тем, что коммутативные кольца соответствуют обычным аффинным схемам, а коммутативные C*-алгебры-обычным топологическим пространствам, расширение до некоммутативных колец и алгебр требует нетривиального обобщения топологических пространств как «некоммутативных пространств». В связи с этим, иногда употребляется термин «некоммутативная топология», хотя этот термин имеет и другие значения.

### Приложения в математической физике
Некоммутативная геометрия применяется в квантовой теории поля и теории струн. Некоторые приложения в физике элементарных частиц описаны в статьях некоммутативная стандартная модель и некоммутативная квантовая теория поля. Внезапный рост интереса к некоммутативной геометрии в физике следует за предположениями о её роли в М-теории, сделанными в 1997 году.

### Связь с эргодической теорией
Часть теории, разработанной Аленом Конном для применения некоммутативной геометрии, на техническом уровне уходит корнями в более старые попытки, в частности в эргодическую теорию. В частности к настоящему моменту уже реализовано предложение Джорджа Мэки создать теорию «виртуальных подгрупп», по отношению к которой эргодические групповые действия стали бы однородными пространствами расширенного вида.

## Некоммутативные C*-алгебры, алгебры фон Неймана
По аналогии с представлением Гельфанда, которое показывает, что коммутативные {\displaystyle C^{\ast }}-алгебры являются двойственными для локально компактных хаусдорфовых пространств, формально двойственные к некоммутативным C*-алгебрам объекты часто называются некоммутативными пространствами. В общем случае можно связать с любой {\displaystyle C^{\ast }}-алгеброй {\displaystyle S} топологическое пространство {\displaystyle {\hat {S}}}; см. спектр C*-алгебры.
В силу двойственности между пространствами с сигма-конечной мерой и коммутативными алгебрами фон Неймана, некоммутативные алгебры фон Неймана называют «некоммутативными пространствами с мерой».

## Некоммутативные дифференцируемые многообразия
Гладкое риманово многообразие {\displaystyle M} — не просто топологическое пространство, на нём есть много дополнительной структуры. Но по его алгебре непрерывных функций {\displaystyle C(M)} можно восстановить {\displaystyle M} только как топологическое пространство. Алгебраический инвариант, позволяющий восстанавить риманову структуру — это спектральная тройка, строющаяся следующим образом. Пусть есть гладкое векторное расслоение {\displaystyle E} над {\displaystyle M}, например, расслоение внешней алгебры. Гильбертово пространство {\displaystyle L^{2}(M,E)} сечений {\displaystyle E}, квадрат которых интегрируем, содержит представление {\displaystyle C(M)} операторами умножения. Можно рассмотреть неограниченный оператор {\displaystyle D} в {\displaystyle L^{2}(M,E)} с компактной резольвентой (например, оператор сигнатуры), такой, что для всех гладких {\displaystyle f} коммутаторы {\displaystyle [D,f]} ограничены. Недавно доказана глубокая теорема, которая утверждает, что по алгебре {\displaystyle C(M)}, её действию на пространстве {\displaystyle L^{2}(M,E)} и оператору {\displaystyle D} можно восстановить {\displaystyle M} как риманово многообразие.
Это говорит о том, что некоммутативное риманово многообразие можно определить как спектральную тройку {\displaystyle (A,H,D)}, состоящую из представления {\displaystyle C^{\ast }}-алгебры {\displaystyle A} в гильбертовом пространстве {\displaystyle H}, вместе с неограниченным оператором {\displaystyle D} на {\displaystyle H} с компактной резольвентой, такому, что коммутатор {\displaystyle [D,a]} ограничена для всех {\displaystyle a} в некоторой плотной подалгебре {\displaystyle A}. Ведутся активные исследования спектральных троек, и построено много примеров некоммутативных многообразий.

## Некоммутативные аффинные и проективные схемы
По аналогии с двойственностью между аффинными схемами и коммутативными кольцами, можно определить категорию «некоммутативных аффинных схем» как двойственную категории ассоциативных колец с единицей. В этом контексте существуют определённые аналоги топологии Зарисского, позволяющие «склеивать» такие аффинные схемы, образуя более общие объекты.
Существуют также некоммутативные обобщения конструкций {\displaystyle \operatorname {Cone} } и {\displaystyle \operatorname {Proj} } для коммутативных градуированных колец, имитирующие теорему Серра о проективизации. А именно, категория квазикогерентных пучков O-модулей на {\displaystyle \operatorname {Proj} }-е коммутативной градуированной алгебры эквивалентна категории градуированных модулей над кольцом, локализованным в подкатегории Серра градуированных модулей конечной длины; существует также аналогичная теорема для когерентных пучков, когда алгебра нётерова. Эта теорема расширена как определение «некоммутативной проективной геометрии» Майклом Артином и Дж. Дж. Чжаном, которые добавляют также некоторые общие условия теории колец (например, регулярность Артина-Шелтера).
Многие свойства проективных схем распространяются на этот контекст. Например, существует аналог знаменитой двойственности Серра для некоммутативных проективных схем Артина и Чжана.
А. Л. Розенберг создал довольно общую  концепцию «некоммутативной квазикомпактной схемы» (над базовой категорией), переводя исследования Гротендика морфизмов схем и покрытий на абстрактный язык категорий квазикогерентных пучков и функторов плоской локализации.
Существует также ещё один интересный подход с помощью теории локализации, благодаря Фреду Ван Ойстейену, Люку Виллерту и Алену Вершорену, где основной концепцией является концепция «схематической алгебры».

## Инварианты для некоммутативных пространств
Некоторые из мотивирующих вопросов теории связаны с распространением известных топологических инвариантов на формально двойственные к некоммутативным (операторным) алгебрам и на другие варианты некоммутативных пространств. Одной из главных отправных точек исследований Алена Конна в некоммутативной геометрии является его открытие новой теории гомологий, связанной с некоммутативными ассоциативными алгебрами и некоммутативными операторными алгебрами, а именно циклические гомологии и их связь с алгебраической K-теорией (основную роль играет отображение характеров Конна-Черна).
Теория характеристических классов гладких многообразий была расширена до спектральных троек с помощью операторной K-теории и циклических когомологий. Несколько обобщений ныне классических теорем об индексе позволяют эффективно извлекать числовые инварианты из спектральных троек. Фундаментальный характеристический класс в циклических когомологиях, коцикл JLO, обобщает классический характер Чженя.

## Примеры некоммутативных пространств
- В представлении фазового пространства квантовой механики симплектическое фазовое пространство из классической механики деформировано в некоммутативное фазовое пространство, генерируемое операторами координаты и импульса.
- Некоммутативная стандартная модель[англ.]предлагается в качестве расширения стандартной модели физики элементарных частиц.
- Некоммутативный тор[англ.], являющийся деформацией функциональной алгебры обычного тора, может быть задан структурой спектральной тройки. Этот класс примеров интенсивно изучался и до сих пор используется в качестве тестового примера для более сложных ситуаций.
- Пространство Снайдера[12]
- Некоммутативные алгебры, возникающие из слоений.
- Примеры, связанные с динамическими системами, происходящими из теории чисел, такие как сдвиг Гаусса на цепных дробях, приводят к некоммутативным алгебрам, которые, по-видимому, имеют интересные некоммутативные геометрии.

## Дальнейшее чтение
- Consani, Caterina; Connes, Alain, eds. (2011), Noncommutative geometry, arithmetic, and related topics. Proceedings of the 21st meeting of the Japan-U.S. Mathematics Institute (JAMI) held at Johns Hopkins University, Baltimore, MD, USA, March 23–26, 2009, Baltimore, MD: Johns Hopkins University Press, ISBN 978-1-4214-0352-6, Zbl 1245.00040
- Grensing, Gerhard. Structural aspects of quantum field theory and noncommutative geometry. — Hackensack New Jersey : World Scientific, 2013. — ISBN 978-981-4472-69-2.